# Комплекс сооружений греческого госпиталя (Нежин)
Комплекс сооружений греческого госпиталя или Здания бывшего греческого инвалидного дома — памятник архитектуры и памятник истории местного значения в Нежине. 

## История
Изначально объект был внесён в «список памятников архитектуры вновь выявленных» под названием Греческая богадельня и два флигеля.
Решением Черниговской областной государственной администрации от 28.12.1998 № 856 присвоен статус памятник истории местного значения с охранным № 6945 под названием Здания бывшего греческого инвалидного дома.
Приказом Министерства культуры и туризма от 21.12.2012 № 1566 присвоен статус памятник архитектуры местного значения с охранным № 10041-Чр под названием Комплекс сооружений греческого госпиталя.

## Описание
В 1822 году произошло торжественное освящение церкви Константина и Елены. Николай Павлович Зосима выступил одним из инициаторов строительства при храме каменного корпуса инвалидного дома для больных и обездоленных членов греческой общины. Дом был построен в 1821 году в формах классицизма на Московской улице возле Греческого кладбища.
Каменный, одноэтажный, прямоугольный в плане дом. Симметричность фасада подчёркивает 4-колонный портик, увенчанный треугольным фронтоном. 